# Ferdinand de Nassau-Siegen
 Alexis Antoine Christian Ferdinand de Nassau-Siegen  (30 juin 1673 Limbourg, Liège, 23 mars 1734 à Cologne) est un prince, évêque et abbé. Membre de la maison noble de Nassau-Siegen, il portait le titre de prince de Nassau-Siegen, comte de Katzenelnbogen, Vianden et Diez, baron de Beilstein et Renaix.

## Biographie
En 1681 et 1687, il a reçu de son père Jean-François Desideratus de Nassau-Siegen, la baronnie de Renaix. À la mort de son père le 17 décembre 1699, il a, de concert avec ses frères François-Hugo de Nassau-Siegen et Emmanuel-Ignace de Nassau-Siegen reçu le titre de Bbaron de Renaix. En 1715 Ferdinand transmet sa part de la baronnie de son jeune frère François Hugo.
Alexis a commencé sa carrière religieuse en 1692, en étant prévôt de la Collégiale Saint-Pierre de Louvain où il est également chancelier de l'université de Louvain. En 1695, il devient chanoine à Cologne, puis chanoine de Liège. En 1697, il entre dans l'ordre de Saint-Jean de Jérusalem et de 1706 à 1732, il est abbé de l'abbaye de Sainte-Croix de Bouzonville. En 1728 il devient évêque titulaire de Trébizonde (de).